# إسكندر شورا
إسكندر شورا (بالفارسية: اسکندر شورا) هو ملاكم إيراني، مثّل بلاده في الألعاب الأولمبية الصيفية 1948.

## روابط خارجية
إسكندر شورا على موقع أوليمبيديا (الإنجليزية)